# James Holland (pittore)
James Holland (Burslem, 18 ottobre 1799 – Londra, 12 dicembre 1870) è stato un pittore inglese.
Le sue opere a olio e acquerello spaziano dai paesaggi, composizioni floreali, architetture, e soggetti acquatici. Fu membro della Royal Watercolour Society e della Royal Society of British Artists.

## Galleria d'immagini

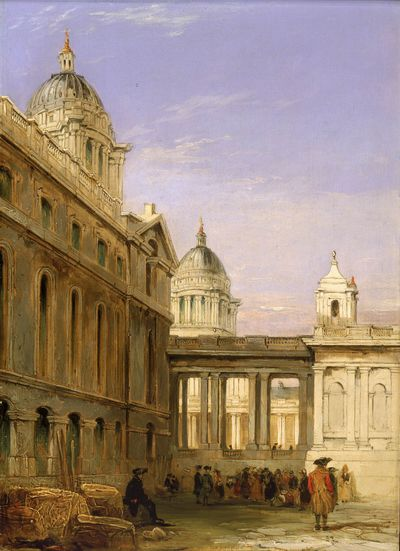
The King William Quadrangle of Greenwich Hospital (ca. 1850)
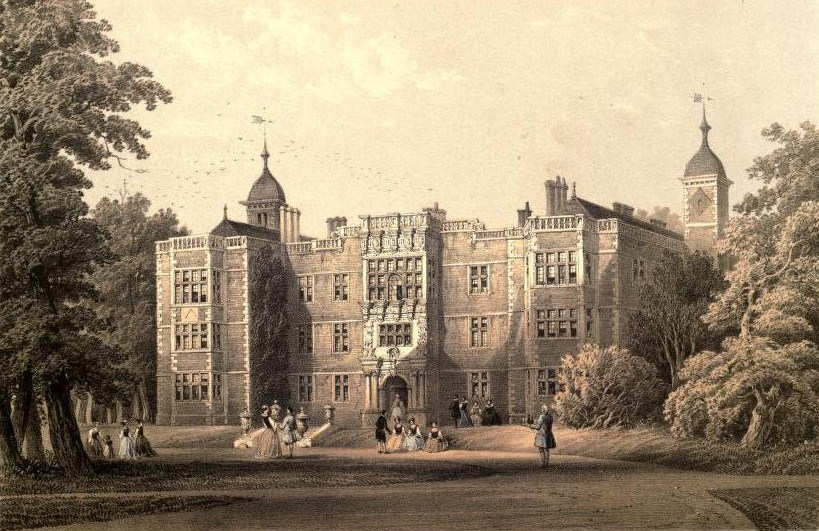
Charlton House, Kent (1858)
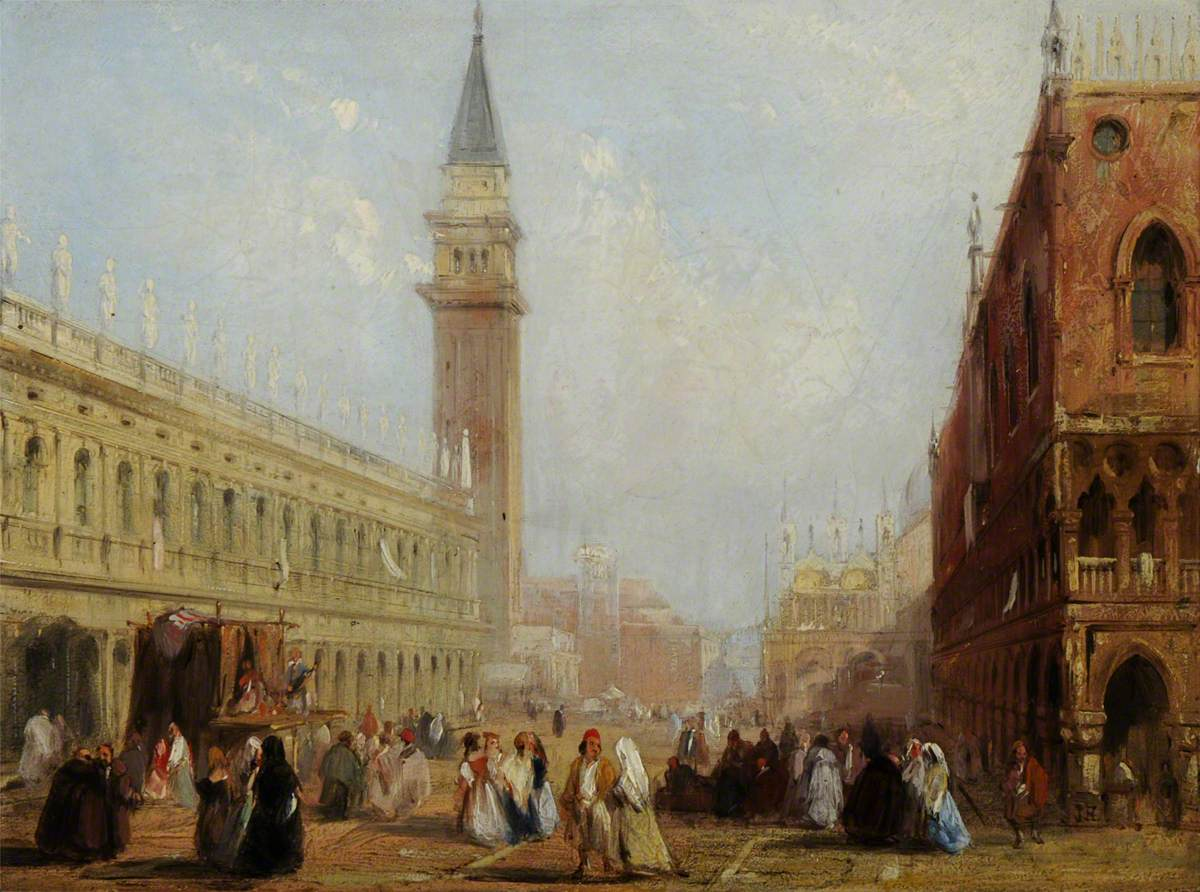
The Piazzetta, Venice (ca. 1820-1870)
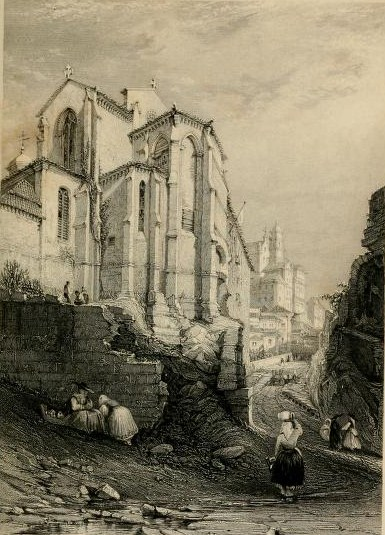
Church of St Francisco, Oporto (1839)